# Kruszówiec
Kruszówiec (prononciation : [kruˈʂuvjɛt͡s]) est un village polonais de la gmina de Wiązowna dans le powiat d'Otwock de la voïvodie de Mazovie dans le centre-est de la Pologne.
Il se situe à environ 27 kilomètres à l'est de Wiązowna (siège de la gmina), 32 kilomètres à l'est d'Otwock (siège du powiat) et à 48 kilomètres à l'est de Varsovie (capitale de la Pologne).
Le village compte approximativement une population de 73 habitants en 2008.

## Histoire
De 1975 à 1998, le village appartenait administrativement à la voïvodie de Varsovie.